# Wilhelm Rodenberg
Wilhelm Rodenberg, eigentlich Wilhelm Meyer-Rodenberg (* 9. August 1892 in Westerstede; † 29. Mai 1955 in Osnabrück) war ein deutscher Jurist und Politiker (NSDAP).

## Leben
Wilhelm Rodenberg wurde am 9. August 1892 in Westerstede als Sohn von Peter Friedrich Nicolaus Meyer und Emmy geb. Rodenberg geboren. Sein Bruder war der Major Karl-Peter Meyer-Rodenberg.
Von 1915 bis 1918 nahm er als Soldat am Ersten Weltkrieg teil. Wilhelm Rodenberg trat zum 1. Mai 1932 der NSDAP bei (Mitgliedsnummer 1.106.659), schon vorher war er beim oldenburgischen Staat beschäftigt. So war er ab 1924 Legationsrat bei der oldenburgischen Vertretung in Preußen. Von 1934 bis 1935 war er in Bremen kurzzeitig Senator für Arbeit, Technik und Wohlfahrt. Nach dem Tod von Bernhard Eggers wurde er am 22. März 1939 sein Nachfolger als Regierungspräsident des Regierungsbezirks Osnabrück. Für die Partei war er unter Carl Röver Gauhauptstellenleiter im Hauptamt für Beamte für den Gau Weser-Ems.
In die SS trat er 1943 ein (SS-Nummer 457.130), 1945 wurde er ehrenamtlicher SS-Führer beim Reichssicherheitshauptamt. Ebenfalls 1943 wurde er Beisitzer am Volksgerichtshof.
Vom Februar bis Juli 1942 wurde ihm zusätzlich auch das Amt des Regierungspräsidenten des Regierungsbezirks Aurich übertragen. Die Abberufung aus Aurich wurde durch den Reichsinnenminister Wilhelm Frick veranlasst, angeblich, da im stark unter Bombardierungen leidenden Osnabrück seine Präsenz notwendig gewesen sei. Durch innerparteiliche Intrigen wurde er mehr und mehr entmachtet und ins Abseits gestellt, vor allem der neue Gauleiter Paul Wegener war hieran beteiligt.
Ab Mai 1945 war er in Recklinghausen durch die Alliierten interniert. Nach seiner Internierung wohnte er vier Jahre mittellos bei Melle. Anschließend war er als Hilfskraft bei einem Osnabrücker Rechtsanwalt tätig.